# للدکتور سید جمال الدین الهروی
ولد الدكتور سيد جمال الدين الهروي عام: 1980 في منطقة «كُشك» بمقاطعة هیرات في أسرة مثقفة. هو أستاذ وباحث وأكاديمي وكاتب.

## الشهادات العلمية:[1]
- أكمل تعليمه الابتدائي في مدارس المهاجرين في خراسان - إيران.
- درس في المدارس الباكستانية من: 1997 – 2003م، وفي نفس العام تخرج من وفاق المدارس العربية. وكان منخرطا في دراسات اللغة العربية والإنجليزية ومشغولًا أيضًا بالأنشطة الثقافية والفكرية، وعمل مع جمعية الطلبة العربية، وأصبح مديرًا لمنظمة «بزم قرآن» بيشاور، كما شغل أيضًا منصب مدير فرع «النشر والدعایة» في جمعية الطلبة العربية شعبة بيشاور.
- من 2003 إلى 2007م درس في الجامعة الإسلامية بالمدينة المنورة، وأصبح عضوًا في معهد خادم الحرمين الشريفين لأبحاث الحج، وعمل أيضًا في هيئة المسلمين الجدد - المدينة المنورة.
- في عام 2007م تخرج من جامعة المدينة المنورة بمرتبة الشرف.
في عام 2008م، بدأ برنامج الماجستير في الجامعة الإسلامية العالمية - إسلام آباد.
- تخرج في الماجستير عام: 2013م والتحق ببرنامج الدكتوراه بالجامعة الإسلامية العالمية باكستان في نفس العام. وفي عام 2022م أكمل حياته الدراسية بنجاح. موضوع رسالة الدكتوراة: «ترجيحات العلامة أمير المليح آبادي في تفسييره مواهب الرحمن جمعًا ودراسةً». كما أصبح محاضرًا في کلية الشريعة وأصول الدين وكليات أخری.  

## واجبات ومسؤوليات
1- محاضر في الجامعة الإسلامية، كلية الآداب واللغات (2009- 2010م).
2- مدير مجلة الهدی العربية الأردية - إسلام آباد (2008- 2013م).
3- مدرس في كليات مختلفة ورئيس كلية الشريعة - أفغانستان.
4- عضو اتحاد الجامعات العالمية (IU U) - تركيا. 
5- عضو مركز أريام للبحوث والتعليم - الأردن.
6- عضو المركز الجزائري للبحوث (PJS A) - الجزائر. 
7- أستاذ زائر في جامعة الفردوسي – إيران (2021- 2022م).
8- مؤسس ومدير مدرسة قادة الغد - هيرات.
9- مؤسس ومدير جمعية «النجاة والعروج (RALO)» - أفغانستان.

## •الدورات التعليمية
1- الدورة التدريبية لمعلمي اللغة العربية والثقافة الإسلامية- عام: 1421هـ.
2- دورة مدرسي مادة الثقافة الإسلامية والعلوم العربية المنعقدة من قبل الجامعة الإسلامية بالمدينة - جيلجيت بالتستان  (2002م).
3- دورة الرد على المسيحية والقاديانية – 1999م.

## •تجربة وخبرة:
1- عضو هیئة المسلمین الجدد - المدينة المنورة (2003- 2007م).
2- عضو هیئة خادم الحرمین الشریفین لأبحاث الحج (2003- 2007م).
3- مدیر مجلة «الهدی» العربية الأردية إسلام آباد (2008-2013م).
4- درس الحديث في الإذاعات المختلفة – أفغانستان (2013- 2022م).
5- دروس إسلامية وإجتماعية منتظمة على القنوات التلفزيونية المختلفة - أفغانستان  (2013- 2022م).

### •خبرة التدريس:
6- الجامعة الإسلامية العالمية إسلام آباد تدريس اللغة وآدابها بالكلية  (2009- 2010م).
7- تدريس مواد الشريعة والقانون في مختلف الكليات، ورئيس كلية الشريعة - أفغانستان  (2012- 2022م).
8- محاضر الدورة التعليمية والتدريبية لخطباء المساجد في هيرات (2014م).
9- أستاذ اللغة العربية – المعهد السعودي في هيرات (2015م).
10- تدريس الفقه السياسي الإسلامي بجامعة الفردوسي - إيران  (2021- 2022م).
| م   | اسم الأثر/ الكتاب | المطبعة/ مکان النشر                       |
| 1-  | مع النبي صلی الله علیه وسلم في الحج                                                                                  | مطبعة الحرية – هراة، وموقع العقيدة        |
| 2-  | قافلة الدعوة والعزيمة (بالفارسیة)                                                                                    | اچهره لاهور                               |
| 3-  | ترجمة خمسة أجزاء من تفسیر المنیر، تألیف: أ. الدکتور وهبة الزحیلی                                                     | انتشارات شیخ الإسلام- ایران               |
| 4-  | تحقیق، تخریج الأحادیث والحواشي على کتاب إزالة الخفاء عن خلافة الخلفاء (4 مجلدات) تأليف: الشاه ولي الله الدهلوي.      | منشور على الإنترنيت، کتابخانه قلم/ عقیده. |
| 5-  | قواعد الفقه الكلية کتاب دراسي يدرس في كليتي الشريعة والقانون                                                         | انتشارات قدس- هراة                        |
| 6-  | تحقيق، اختصار وتخريج أحاديث كتاب تفسیر آیات الأحکام للعلامة الصابوني -کتاب دراسي يدرس في كلية الشريعة، جامعات هراة   | انتشارات قدس- هراة                        |
| 7-  | تحقیق وحواشی کتاب نقدی بر حافظ، تألیف: العلامة البرقعي                                                               | منشور على الإنترنيت، کتابخانه قلم/ عقیده. |
| 8-  | تألیف: سلسلة تعليمية للكبار (4 مجلدات)                                                                               | سلسلة الأذان                              |
| 9-  | تألیف کتاب: نظام سیاسی إسلام (الفارسیة). یدرس في كليتي الشريعة والقانون وضمن مادة الثقافة الإسلامیه فی جمیع الکلیات. | نشر الإحسان- طهران                        |
| 10- | تأليف كتاب: تاريخ التشريع الإسلامي یدرس في كلية الشريعة وضمن مادة الثقافة الإسلامیه فی جمیع الکلیات                  | انتشارات قدس- هراة                        |
| 11- | تألیف کتاب: السیرة الحدیثیه یدرس فی الجامعات والمدارس الأفغانیة                                                      | نشر الإحسان- طهران                        |
| 12- | ترجمة القرآن الكريم (بالفارسية).                                                                                     | منشور من قبل نشر الإحسان- طهران           |

## بعض الإنجازات الأكاديمية المنشورة:[5]
1- ترجمة القرآن الكريم (بالفارسية).
2- مع النبي صلی الله علیه وسلم في الحج. 
3- قافلة الدعوة والعزيمة (بالفارسیة)
4-ترجمة خمسة أجزاء من تفسیر المنیر، تألیف: أ. الدکتور وهبة الزحیلی 
5- تحقیق، تخریج الأحادیث والحواشي على کتاب إزالة الخفاء عن خلافة الخلفاء (4 مجلدات) تأليف: الشاه ولي الله الدهلوي
6- ترجمة بعض مجلدات الموسوعة الفقهية الکویتیه (فارسية).
7- تألیف کتاب: قواعد الفقه الكلية
8- تحقيق، اختصار وتخريج أحاديث كتاب تفسیر آیات الأحکام للعلامة الصابوني 
9-تألیف کتاب: السیرة الحدیثیه یدرس فی الجامعات والمدارس الأفغانیة.
10 تألیف کتاب: نظام سیاسی إسلام (الفارسیة).   یدرس في كليتي الشريعة والقانون وضمن مادة الثقافة الإسلامیه فی جمیع الکلیات.
11- تحقیق وحواشی کتاب نقدی بر حافظ، تألیف: العلامة البرقعي 
12- تأليف كتاب: تاريخ التشريع الإسلامي یدرس في كلية الشريعة وضمن مادة الثقافة الإسلامیه فی جمیع الکلیات 
13-تألیف: سلسلة تعليمية للكبار (4 مجلدات)
14-مئات المقالات باللغات العربية والفارسية والبشتو تم نشرها في مختلف المواقع والمجلات الأكاديمية.
.

## المشاركة في بعض المؤتمرات الدولية
1- المؤتمر الدولي للدراسات الإنسانية والاجتماعية - جامعة أكدنيز، أنطاليا - تركيا بمساعدة: المركز العالمي للمباحث (Schwlar) 25- 26 نوفمبر 2021م.
المؤتمر الدولي «العلوم الإنسانية والاجتماعية والرياضية» في إسطنبول - تركيا بمساعدة مركز أبحاث الأريام الهاشمي الأردني من 1 إلى 5 مارس 2021م
3- المؤتمر الدولي «التواصل الهوياتي في أدب الطفل العربي» 19 و 20 مايو 2021م، كلية الآداب واللغات، جامعة محمد بو قره بو مرداس، الجزاير. عنوان الخطاب: «علاقة البعد الديني بالهوية في أدب الطفل العربي».
4- المؤتمر الدولي حول القضايا الراهنة للغات، علم اللغة، الترجمة والأدب- الأهواز، إيران.
5- العلوم الإنسانية والقانونية: قضايا وأساليب وإمكانيات المشاركة – صربيا، من 29-30 يوليو: 2021م. عنوان المناقشة: التوسع في المؤسسات التعليمية في أفغانستان وخاصة في ولاية هرات، الفرص والتحديات.
6- «المؤتمر الدولي الملك المؤسس والشخصية والقيادة والتاريخ» - المملكة الأردنية الهاشمية، 22-24 حزيران (يونيو) 2021م. عنوان الخطاب: «اهتمام الملك المؤسس عبد الله بن الحسين بالقضية الفلسطينیة» جامعة الحسين بن طلال - الأردن.
7- المؤتمر الدولي: «محدودية وثغرات طرق التدريس الحديثة»، من: 2-5 / 8/2021 تونس.
8- المؤتمر الدولي الثالث للبحوث في العلوم الاجتماعية والإنسانية (RCSH-21)، أنطاليا، تركيا، بدعم من مركز أورسام للأبحاث. من 25 إلى 26 نوفمبر 2021. عنوان الخطاب: الخلفية التاریخیة للعلاقات بين أفغانستان والدول العربية.
9- المؤتمر العلمي الدولي الثالث: (الأندلس: الفكر والأدب والحضارة) 29-31 / 3/2022م- الأردن.
- مؤتمر هيرات والسياسة - المرحلة الثالثة: الحوار الديني والتغیيرات الاجتماعية السياسية - هيرات. عنوان الحديث: «استقصاء الوضع التربوي والمناهج في مدارس هيرات الدينية». 2019. المنظم: معهد الدراسات الإستراتيجية. 
1. ↑  دکتور سید جمال الدین هروی (1400). کتاب سیره حدیثی. تهران: نشر احسان.
2. ↑  "The Idealogical side in "Mavahebur Rahman" Interpretation by Allama Amir al Malihabadi" (بالإنجليزية). Archived from the original on 2022-07-16. Retrieved 2022-08-05.
3. ↑  "Sheikh Syed Amirali and his Preferences in his Interpretation "Mawahib Ur Rahman"" (بالإنجليزية). Archived from the original on 2022-07-16. Retrieved 2022-08-05.
4. ↑  "IUU.COM / اتحاد الجامعات الدولي- افراد اعضاء". مؤرشف من الأصل في 2022-07-16. اطلع عليه بتاريخ 2022-08-05.
5. ↑  نظام سیاسی اسلام. ایران: نشر احسان. 1400. ISBN:978-600-349-915-7.
6. ↑  نور، مکتبة. "با پیامبر صلوات الله علیه و آله و سلم". مکتبة نور. مؤرشف من الأصل في 2022-06-28. اطلع عليه بتاريخ 2022-08-05.{{استشهاد ويب}}:  صيانة الاستشهاد: BOT: original URL status unknown (link)
7. ↑  مکتبة ملک فهد الوطنیه

ردمک: 9-728-56-9960

رقم الایداع: 1427/5963
8. ↑  نشر شیخ الاسلام احمد جام- تربت جام- ایران
9. ↑  نشر احسان- تهران- ایران
10. 1 2  نشر قدس - هرات - افغانستان
11. ↑  دکتور سید جمال الدین هروی (1400). سیره حدیثی. تهران: نشر احسان. ISBN:978-600-349-916-4.
12. ↑  نظام سیاسی اسلام. تهران -ایران: نشر احسان. 1400. ISBN:978-600-349-915-7.
13. ↑  "کتابخانه قلم - شرح: معرفی کتاب حافظ شکن". مؤرشف من الأصل في 2020-07-13. اطلع عليه بتاريخ 2022-08-05.
14. ↑  تاریخ تشریع اسلام. هرات: نشر قدس. 1400.
15. ↑  [[iuu.com.tr/node/profile/N0HY1qfiFMNGQKZDiuu.com.tr/node/profile/N0HY1qfiFMNGQKZD "سيد جمال الدين الهروي"]. {{استشهاد ويب}}: تحقق من التاريخ في: |تاريخ أرشيف= (مساعدة)، |archive-date= requires |archive-url= (مساعدة)، وتحقق من قيمة |مسار= (مساعدة)
16. ↑  "الصفحة غير موجودة". مؤرشف من الأصل في 2022-07-16. اطلع عليه بتاريخ 2022-08-05.
17. ↑  كتب ومقالات مكتوبة عن حياة وأفكار الدكتور سيد جمال الدين الهروی: "سيرة وأفكار د. سيد جمال الدين الهروی" المنظم: خطيبي، طالب ماجستير في جامعة الفردوسي. تحت إشراف الدكتور سيد محمد علي تقي.

https://vfast.org/journals/index.php/VTIR/article/view/594/644
https://vfast.org/journals/index.php/VTIR/article/view/1090
كتب ومقالات مكتوبة عن حياة وأفكار الدكتور سيد جمال الدين الهروی: «سيرة وأفكار د. سيد جمال الدين الهروی» المنظم: خطيبي، طالب ماجستير في جامعة الفردوسي. تحت إشراف الدكتور سيد محمد علي تقي.